# Machi
Machi – szamanka ludu Mapuche. 

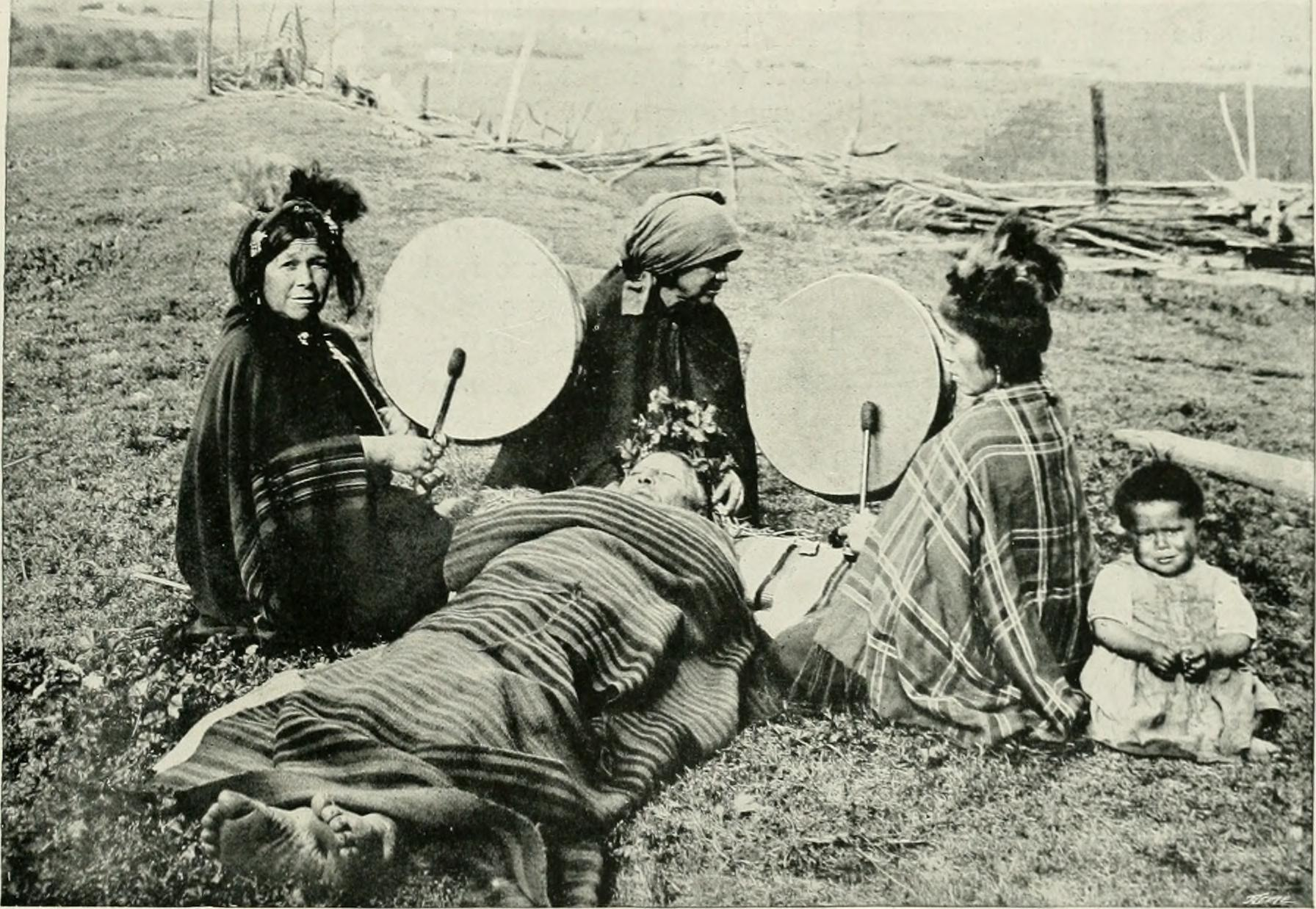
Machi w czasie ceremonii uzdrowienia, używające bębnów cultrún (ok. 1908 r.)

Indianie Mapuche przypisywali swoim szamanom i szamankom zdolności do kontaktowania się z duchami zmarłych. Wierzono, że dusza nieboszczyka przejmuje ciało machi, by móc wyznać, między innymi, powód swojej śmierci. Innymi zdolnościami, które według wierzeń posiadali szamani były: przewidywanie deszczu lub nadchodzącego zła, interpretacja snów, czy też leczenie chorych ziołami leczniczymi i różnego rodzaju rytuałami. Najważniejszą ceremonią uzdrawiania chorych był tak zwany machitún, podczas którego machi odgrywali kluczową rolę.
W czasach przed hiszpańskim podbojem i w okresie kolonialnym rolę machi w większości odgrywali mężczyźni (machi weye), którzy, oprócz celebrowania ceremonii uzdrowień czy rytuałów płodności (nguillatun) zapewniali też opiekę przodków wojownikom w czasie inicjacji i gier wojennych. W połowie XVIII wieku liczba męskich szamanów zaczęła się zmniejszać na rzecz kobiet, a pod koniec XIX stulecia, kiedy Mapuche zostali ostatecznie spacyfikowani przez chilijskie siły rządowe, rolę machi przejęły całkowicie kobiety, koncentrując się na ceremoniach uzdrawiania i zapewniania żyzności pól.
Uważano, że zawód machi nie jest wybierany przez nich samych, lecz to oni są wybierani przez boga Mapuche – Ngnechena, władcę mężczyzn i ziemi. Odbywało się to poprzez doznawane wizje, głosy lub sny. Często status machi był dziedziczny w danym rodzie czy klanie, w XIX i XX wieku w linii żeńskiej.

## Ceremonia Machitún
Jest to jeden z najważniejszych rytuałów ludności Mapuche, akt uzdrowienia i odpędzania złych duchów, realizowany przez machi i kilku pomocników, najczęściej członków rodziny chorego. Do domu chorego sprowadza się machi, by ta mogła skontaktować się ze swoim duchem opiekuńczym (fileu lub vileo) i prosić go o uzdrowienie dla cierpiącego, a jeśli jest umierający – by ulżyć mu w bólu. Uzdrowicielka odmawia różnego typu modlitwy nad łożem chorego i okłada go ziołami leczniczymi.
Ważnym elementem ceremonii jest cultrún, specjalny instrument, rodzaj bębna, którego używają tylko i wyłącznie machi, aby wygnać z ciała chorego demona choroby (wekufe). Kolejnym krokiem jest namalowanie krzyża na czole chorego zwierzęcą krwią i rozpoczęcie śpiewu modlitewnego. Główną częścią rytuału jest wejście machi w fazę hipnozy, podczas której zgromadzeni mogą zadać jej pytania dotyczące powodu choroby. Szamanka pogrążona w transie bada chorego i lokalizuje miejsce bólu, by następnie móc odessać „zło” z tego miejsca. Wtedy uznaje się cierpiącego za osobę zdrową.
Dla szamanek ważne jest to, by uzdrowić chorego, a przynajmniej, by wierzono, że tak się stało. Jeśli doszło do śmierci pacjenta, przypisuje się to faktowi, że ponownie musiał wstąpić w niego zły duch. Odpowiedzialnością za przypadki choroby i śmierci obarcza się też czarowników używających złośliwej magii.